# Sławomir Abramowicz
Sławomir Abramowicz (Varsavia, 9 giugno 2004) è un calciatore polacco, portiere del Jagiellonia.

## Carriera

### Club
Abramowicz ha iniziato la sua carriera calcistica in quarta divisione con il Polonia Varsavia. Nel 2021 è stato acquistato dal Jagiellonia, con cui ha debuttato a livello professionistico il 1º settembre 2022 nell'incontro di Puchar Polski vinto 1-0 contro l'Odra Opole.

### Nazionale
Ha giocato con le nazionali giovanili polacche Under-18, Under-20 e Under-21.

## Statistiche

### Presenze e reti nei club
Statistiche aggiornate al 12 dicembre 2024.
| Stagione              | Squadra               | Campionato            | Campionato | Campionato | Coppe nazionali | Coppe nazionali | Coppe nazionali | Coppe continentali | Coppe continentali | Coppe continentali | Altre coppe | Altre coppe | Altre coppe | Totale | Totale | Totale |
| Stagione              | Squadra               | Comp                  | Pres       | Reti       | Comp            | Pres            | Reti            | Comp               | Pres               | Reti               | Comp        | Pres        | Reti        | Pres   | Reti   |        |
| --------------------- | --------------------- | --------------------- | ---------- | ---------- | --------------- | --------------- | --------------- | ------------------ | ------------------ | ------------------ | ----------- | ----------- | ----------- | ------ | ------ | ------ |
| 2020-2021             | Polonia Varsavia      | 3L                    | 13         | -12        | CP              | 0               | 0               | -                  | -                  | -                  | -           | -           | -           | 13     | -12    |        |
| 2021-2022             | Jagiellonia II        | 3L                    | 17         | -20        | -               | -               | -               | -                  | -                  | -                  | -           | -           | -           | 17     | -20    |        |
| 2022-2023             | Jagiellonia II        | 3L                    | 14         | -23        | -               | -               | -               | -                  | -                  | -                  | -           | -           | -           | 14     | -23    |        |
| 2023-2024             | Jagiellonia II        | 3L                    | 13         | -15        | -               | -               | -               | -                  | -                  | -                  | -           | -           | -           | 13     | -15    |        |
| Totale Jagiellonia II | Totale Jagiellonia II | Totale Jagiellonia II | 44         | -58        |                 | -               | -               |                    | -                  | -                  |             | -           | -           | 44     | -58    |        |
| 2022-2023             | Jagiellonia           | EK                    | 3          | -4         | CP              | 2               | -3              | -                  | -                  | -                  | -           | -           | -           | 5      | -7     |        |
| 2023-2024             | Jagiellonia           | EK                    | 0          | 0          | CP              | 5               | -4              | -                  | -                  | -                  | -           | -           | -           | 5      | -4     |        |
| 2024-2025             | Jagiellonia           | EK                    | 15         | -19        | CP              | 2               | -1              | UCL+UEL+UECL       | 4+1+6              | -6,-4,-5           | -           | -           | -           | 28     | -35    |        |
| Totale Jagiellonia    | Totale Jagiellonia    | Totale Jagiellonia    | 18         | -23        |                 | 9               | -8              |                    | 11                 | -15                |             | -           | -           | 38     | -46    |        |
| Totale carriera       | Totale carriera       | Totale carriera       | 75         | -93        |                 | 9               | -8              |                    | 11                 | -15                |             | -           | -           | 95     | -116   |        |

### Cronologia presenze e reti in nazionale
| Cronologia completa delle presenze e delle reti in nazionale ― Polonia under 21 | Cronologia completa delle presenze e delle reti in nazionale ― Polonia under 21 | Cronologia completa delle presenze e delle reti in nazionale ― Polonia under 21 | Cronologia completa delle presenze e delle reti in nazionale ― Polonia under 21 | Cronologia completa delle presenze e delle reti in nazionale ― Polonia under 21 | Cronologia completa delle presenze e delle reti in nazionale ― Polonia under 21 | Cronologia completa delle presenze e delle reti in nazionale ― Polonia under 21 | Cronologia completa delle presenze e delle reti in nazionale ― Polonia under 21 |
| Data                                                                            | Città                                                                           | In casa                                                                         | Risultato                                                                       | Ospiti                                                                          | Competizione                                                                    | Reti                                                                            | Note                                                                            |
| ------------------------------------------------------------------------------- | ------------------------------------------------------------------------------- | ------------------------------------------------------------------------------- | ------------------------------------------------------------------------------- | ------------------------------------------------------------------------------- | ------------------------------------------------------------------------------- | ------------------------------------------------------------------------------- | ------------------------------------------------------------------------------- |
| 1-6-2024                                                                        | Radom                                                                           | Polonia under 21                                                                | 1 – 2                                                                           | Macedonia del Nord under 21                                                     | Amichevole                                                                      | -                                                                               | 57’                                                                             |
| Totale                                                                          |                                                                                 | Presenze                                                                        | 1                                                                               |                                                                                 | Reti                                                                            | -0                                                                              |                                                                                 |

| Cronologia completa delle presenze e delle reti in nazionale ― Polonia under 20 | Cronologia completa delle presenze e delle reti in nazionale ― Polonia under 20 | Cronologia completa delle presenze e delle reti in nazionale ― Polonia under 20 | Cronologia completa delle presenze e delle reti in nazionale ― Polonia under 20 | Cronologia completa delle presenze e delle reti in nazionale ― Polonia under 20 | Cronologia completa delle presenze e delle reti in nazionale ― Polonia under 20 | Cronologia completa delle presenze e delle reti in nazionale ― Polonia under 20 | Cronologia completa delle presenze e delle reti in nazionale ― Polonia under 20 |
| Data                                                                            | Città                                                                           | In casa                                                                         | Risultato                                                                       | Ospiti                                                                          | Competizione                                                                    | Reti                                                                            | Note                                                                            |
| ------------------------------------------------------------------------------- | ------------------------------------------------------------------------------- | ------------------------------------------------------------------------------- | ------------------------------------------------------------------------------- | ------------------------------------------------------------------------------- | ------------------------------------------------------------------------------- | ------------------------------------------------------------------------------- | ------------------------------------------------------------------------------- |
| 15-11-2024                                                                      | Białystok                                                                       | Polonia under 20                                                                | 2 – 3                                                                           | Italia under 20                                                                 | Torneo Otto Nazioni                                                             | -3                                                                              |                                                                                 |
| Totale                                                                          |                                                                                 | Presenze                                                                        | 1                                                                               |                                                                                 | Reti                                                                            | -3                                                                              |                                                                                 |

## Palmarès
- Campionato polacco: 1

Jagiellonia: 2023-2024